# AVer Information
AVer Information Inc. (традиционный китайский: 圓展科技股份有限公司; pinyin: Yuánzhǎn Kējì Gǔfèn Yǒuxiàn Gōngsī), ранее известная как AVerMedia Information, Inc., — тайваньская компания-производитель систем видеоконференцсвязи, систем наблюдения, визуализаторов (документ-камер) и интерактивных перьев. Компания AVer неизменно находится в числе трех ведущих производителей визуализаторов (документ-камер) в мире и является рыночным лидером в США и странах Западной Европы с 2009 г. 25 августа 2011 года компания AVer Information Inc. разместила первоначальное публичное предложение своих акций на Тайваньской фондовой бирже.
Компания AVer Information Inc. имеет более 200 патентов и является обладателем премий iF Product Design Award, reddot Design Award, Good Design Award из Японии, Worlddidac Innovation in Education Award, COMPUTEX TAIPEI d&i Gold Award, International CES Best of Innovation Award и Taiwan Excellence Gold & Silver Awards.

## Информация о компании
Глобальным операциями компании AVer Information Inc. руководит её соучредитель и главный исполнительный директор Майкл Куо (Michael Kuo), а также соучредитель и президент Джеймс Чан (James Chang) из международной штаб-квартиры компании AVer в городе Нью-Тайбэй (New Taipei City), Тайвань. Компания имеет филиалы в Нидерландах, Великобритании, Франции, Испании, Китае, Японии и США, а также региональных торговых представителей в Италии, Германии, России, Турции, Индии, Корее, Мексике и Бразилии. Филиал в США, известный как AVer Information Inc. USA, управляет операциями компании AVer на территории США, Канады, Таиланд, Мексики и Бразилии под руководством соучредителя и президента AVer Information Inc. USA Артура Пэйта (Arthur Pait).